# George Zames
George Zames (Łódź, 7 de janeiro de 1934 – Montreal, 10 de agosto de 1997) foi um teorista do controle, professor da Universidade McGill. Zames é conhecido por suas contribuições fundamentais para a teoria do controle robusto, e foi creditado pelo desenvolvimento de vários resultados bem conhecidos tais como o teorema do ganho pequeno, teorema da passividade, o critério do círculo na forma entrada-saída, e o mais famoso, os métodos H-infinito em teoria do controle.

## Formação
Zames entrou na Universidade McGill com 15 anos de idade, obtendo um grau de bacharel em engenharia. Graduado como primeiro da turma, recebeu uma bolsa para estudar na Inglaterra, indo para o Imperial College London. Obteve a graduação (mestrado) em dois anos, senso dentre outros aluno de Colin Cherry, Dennis Gabor e John Westcott. Em 1956 iniciou o doutorado no Instituto de Tecnologia de Massachusetts, obtendo em 1960 o título de doutor com a tese Nonlinear Operations of System Analysis, orientado por Norbert Wiener e Lee Yuk-Wing.

## Prêmios e honrarias
- Prêmio Sistemas de Controle IEEE 1984
- Prêmio Izaak-Walton-Killam 1995
- Medalha Rufus Oldenburger 1996